# Rudolphus Mantingh
Rudolphus (ook Roelof) Mantingh (Borger, 28 mei 1780 - aldaar, 12 september 1843) was een Nederlandse maire (burgemeester).

## Leven en werk
Mantingh was een zoon van de schatbeurder, ingenieur en patriot Geert Mantingh en Margretha Koops. Mantingh was voor zijn benoeming in 1813 tot maire van Borger al adjunct-maire van deze plaats. De in 1811 benoemde maire Hendrik Verschuir was ziekelijk en moest zijn functie al binnen twee jaar neerleggen. Hij werd opgevolgd door Mantingh, die tevens logementshouder in Borger was. Mantingh werd in 1819 als burgemeester opgevolgd door de uit Gasselte afkomstige Jan Alingh. Mantingh zette zijn werkzaamheden als logementhouder en koopman in Borger voort. Bij een grote brand in 1828 ging zijn huis in de vlammen op. Het herbouwde huis diende tevens als gemeentehuis van Borger en werd in 1886 ook door brand verwoest. Bij zijn overlijden in 1843 was Mantingh onvermogend. Het gezin werd onderhouden door de Diaconie.
Mantingh huwde op 18 mei 1800 te Borger met Jantien Brongers. Na haar overlijden hertrouwde hij 21 april 1825 te Borger met de uit Gieten afkomstige dienstmaagd Jantien Harms Trip.